# Kosovo na Svjetskom prvenstvu u atletici 2015.
Kosovo se natjecalo na Svjetskom prvenstvu u atletici 2015. u Pekingu, od 22. do 30. kolovoza, s jednim predstavnikom - Musom Hajdarijem, srednjeprugašem u utrci na 800 metara.

## Rezultati

### Muškarci

#### Trkačke discipline
| Atletičar    | Disciplina | Kvalifikacije | Kvalifikacije | Poluzavršnica | Poluzavršnica | Završnica | Završnica |
| Atletičar    | Disciplina | Vrijeme       | Plasman       | Vrijeme       | Plasman       | Vrijeme   | Plasman   |
| ------------ | ---------- | ------------- | ------------- | ------------- | ------------- | --------- | --------- |
| Musa Hajdari | 800 metara | 1:47.70 NR    | 21.           | DNA           | DNA           | DNA       | DNA       |

- NR - državni rekord
- DNA - nije se kvalificirao